# Ghodagaun
Ghodagaun (en népalais : घोडागाउँ) est un comité de développement villageois du Népal situé dans le district de Rolpa. Au recensement de 2011, il comptait 3 205 habitants.